# 情境主义国际
情境主义国际（法語：Internationale situationniste，缩写为IS，缩写为SI）是一个由先锋派艺术家、知识分子和政治理论家（这些人以社会革命家自居）组成的左翼国际组织。该组织成立于1957年，解散于1972年，主要活动于欧洲。该组织被认为是对欧洲现当代先锋艺术和激进哲学话语有极其重要影响的思想母体。
该组织最初承袭于先锋派艺术，实验艺术家国际、字母主义运动以及包豪斯印象运动国际等团体对该组织早期的理论产生了重要影响。
该组织认为，商品社会正在被所谓“景观社会”取代；生产方式、生产力和生产关系和经济政治生活等概念，开始被景观、空间和日常生活等概念取代；过去指向资本主义经济和政治制度的阶级斗争，应转换为将存在瞬间艺术化的“日常生活的革命”；扬弃异化和反对拜物教则变成了艺术家的“漂移”和心理学意义上的观念“异轨”。这种文化革命的本质就是所谓建构积极本真的生存情境。“情境主义”也正是由此得名。 
在1968年法国“五月风暴”中，情境主义作为一种批判的艺术观念在西方近现代历史进程中第一次成为所谓新型“文化革命”的战斗旗帜。
该组织的代表人物及作品包括居伊·德波（也是该组织的创始人）的《景观社会》和拉乌尔·范内格姆的《日常生活的革命》，他们的思想也深刻影响了后来的让·鲍德里亚等人，成为消费社会批判理论和后现代思潮的关键性学术资源。